# Front de libération jurassien

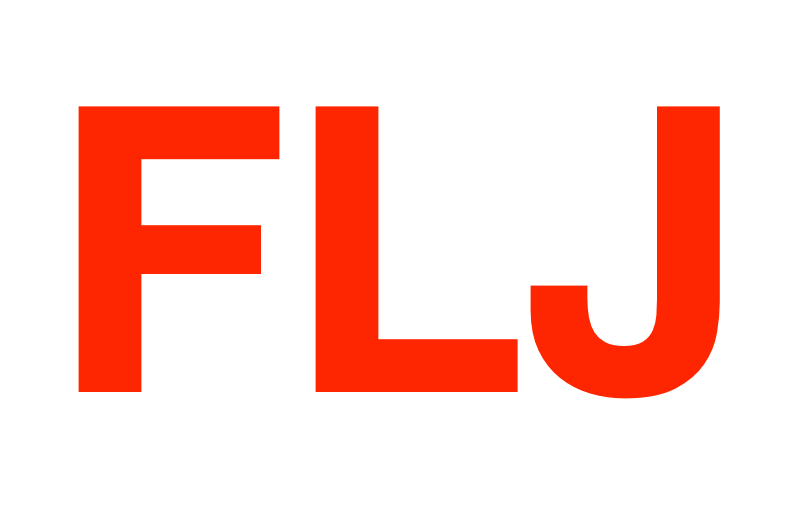
Logo der FLJ

Die Front de libération jurassien (FLJ, «Jurassische Befreiungsfront»), manchmal Front de libération du Jura genannt, war eine separatistische und teilweise terroristisch agierende Gruppierung in der Schweiz. Durch Brand- und Sprengstoffanschläge auf Einrichtungen des Bundes und des Kantons Bern versuchte sie Mitte der 1960er-Jahre eine rasche Lösung in der Jurafrage zu erzwingen, also die Abspaltung französischsprachiger Gebiete im Jura vom überwiegend deutschsprachigen Kanton Bern und die Schaffung des Kantons Jura.

## Kontext
1956 erwarb das Eidgenössische Militärdepartement im Geheimen über 450 Hektar Agrarland in den Freibergen, um einen Waffenplatz für Panzertruppen zu errichten. Die Bevölkerung der betroffenen Region leistete heftigen Widerstand, da sie die Zerstörung der (heute geschützten) Landschaft befürchtete. Der Bund gab das Projekt vorläufig auf und verkaufte die Grundstücke an den Kanton Bern zurück, behielt aber ein Vorkaufsrecht. 1962 kam das Militärdepartement auf sein umstrittenes Projekt zurück. Geplant waren nun ein Zentrum für Armeepferde und ein Waffenplatz der Kavallerie. Zu diesem Zweck verkaufte der Kanton Bern die erworbenen Grundstücke zurück an den Bund, informierte die Öffentlichkeit aber erst nachträglich. Die Bevölkerung fühlte sich hintergangen und schenkte den Beteuerungen, wonach der Kaufvertrag Fahr- und Schiessübungen von Panzern ausschliesse, keinen Glauben, da die Gemeindebehörden nicht in die Planungen miteinbezogen worden waren. Der Grosse Rat und die Bundesversammlung ratifizierten den Kaufvertrag Ende 1962, was beim Rassemblement jurassien (RJ) für Entrüstung sorgte.

## Erste FLJ
In diesem spannungsgeladenen Umfeld kam der Weinhändler und Wirt Marcel Boillat zum Schluss, dass das RJ zu wenig schlagkräftig sei und Unterstützung benötige. Zusammen mit Jean-Marie Joset gründete er im Spätsommer 1962 die FLJ. Beide hatten sich 1944 am Gymnasium in Porrentruy kennengelernt und trafen sich 18 Jahre später wieder, als Joset Stammgast in Boillats Gasthaus in Sornetan war. Bei der Namensgebung liessen sie sich von der Front de libération nationale inspirieren, die im Algerienkrieg aktiv war. Etwas später stiess Pierre Dériaz hinzu, dessen Tätigkeiten sich auf Handlanger- und Fahrdienste beschränkten. Zu Beginn beschränkte sich die FLJ darauf, Strassen- und Baustellenschilder sowie das Soldatendenkmal Le Fritz auf dem Col des Rangiers mit ihrem Kürzel in roter Farbe zu übermalen. Gesprayte Parolen bezogen sich unter anderem auf Regierungsrat Virgile Moine, der in der Berberat-Affäre den Zorn vieler Separatisten auf sich gezogen hatte.
Separatistische Zeitungen publizierten regelmässig Flugblätter der FLJ, in denen sie Drohungen gegen Berntreue ausstiess sowie die Trennung des Jura vom Kanton Bern und die Schliessung der deutschsprachigen Schulen der Mennoniten forderte. Zur Einschüchterungstaktik gehörte auch das Verschicken von Drohbriefen an prominente Berner Politiker. Aus Protest gegen das Waffenplatzprojekt in den Freibergen und als Reaktion auf die Berberat-Affäre steckte die FLJ am 21. Oktober 1962 eine Militärbaracke in der Nähe von Les Pommerats in Brand. Zu dieser Tat bekannte sie sich erst mehrere Monate später, als sie ihre Aktivitäten intensivierte. Am 26. März 1963 zündete sie eine weitere Militärbaracke an, diesmal in Bourrignon. In der Nacht des 26. April 1963 wurde der Bauernhof Les Joux Derrière in Les Genevez, der sich auf dem geplanten Waffenplatzgelände befand, ein Raub der Flammen. In ihrem Bekennerschreiben behauptete die FLJ, dass in Wahrheit der Bau einer Abschussrampe für Atomwaffen vorgesehen sei; die Jurassier seien von der Kantonsregierung verraten worden. Am 18. Juli 1963 folgte ein weiterer Brandanschlag, als die FLJ im Nachbardorf Montfaucon den Bauernhof Sous-la-Côte niederbrannte, der ebenfalls dem Waffenplatz weichen sollte.
Zwischen diesen Anschlägen war Albert Steullet im Mai 1963 von der Anklagekammer des Berner Obergerichts zum ausserordentlichen Untersuchungsrichter ernannt worden. Die von ihm geleitete Sonderkommission verdächtigte zunächst Personen aus dem Umfeld der organisierten Waffenplatz-Opposition. Als die Polizei in der Gegend zahlreiche nächtliche Hausdurchsuchungen und Kontrollen durchführte sowie 20 RJ-Mitglieder zu stundenlangen Verhören festhielt, solidarisierte sich die Bevölkerung mit der FLJ, indem sie passiven Widerstand leistete und dadurch die Ermittlungen behinderte. Am 5. Oktober folgte der erste Sprengstoffanschlag der FLJ auf ein Ferienhaus auf dem Mont Soleil bei Saint-Imier. Es gehörte dem Ständerat und Uhrenfabrikanten Charles Jeanneret, der zum harten Kern der Antiseparatisten gehörte. Die Sprengladung verursachte Schäden an der Fassade und an den Türen; zum Tatzeitpunkt waren keine Personen im Haus anwesend. Der nächste Sprengstoffanschlag am Abend des 23. Dezember verursachte schweren Sachschaden. Betroffen war ein Sägewerk in Malleray, das Marc Houmard gehörte, dem Präsidenten der antiseparatistischen Organisation Union des patriotes jurassiens. Der Sprengstoff war in der landwirtschaftlichen Genossenschaft von Fully im Kanton Wallis gekauft worden (unter Umgehung von Meldevorschriften), Zünder und Zündschnur stammten von einem Diebstahl.
In der Zwischenzeit sassen die vier «Unschuldigen von Courfaivre» (siehe unten) in Untersuchungshaft. Über einen anonymen Anruf bei der Neuenburger Zeitung L’Express versuchte die FLJ die Justizbehörden davon zu überzeugen, dass die Inhaftierten nichts mit den Anschlägen zu tun hätten. Als keine Reaktion erfolgte, verübte sie am 27. Februar 1964 den dritten Sprengstoffanschlag, um ihre Entschlossenheit zu demonstrieren. Ihr Ziel war die Bahnstrecke Biel–Bern bei Studen. Zuerst hatte die Gruppe vor, einen Masten der Oberleitung umstürzen zu lassen, doch die Sprengladung war zu schwach. Die zweite Sprengung unmittelbar darauf verursachte Risse am Gleis. Erst zwei Tage später entdeckte ein Lokomotivführer den Schaden; bis zu diesem Zeitpunkt waren 145 Züge über die beschädigte Stelle gefahren. Da die «Unschuldigen von Courfaivre» weiterhin in Untersuchungshaft sassen, wurde die FLJ erneut aktiv. Am 12. März verübte sie einen Sprengstoffanschlag auf die Filiale der Berner Kantonalbank in Delémont, der erhebliche Schäden an Fenstern, Türen und Bankschaltern verursachte; auch die Fensterscheiben mehrerer benachbarter Gebäude gingen zu Bruch.
Über das Abhören von Telefonen, unter anderem eines gut informierten Jura-Korrespondenten der Zeitung L’Express, kam die Polizei der FLJ schliesslich auf die Spur. Sie verhaftete die Haupttäter Boillat und Joset am 25. März 1964, am 31. März konnte auch Dériaz verhaftet werden. Alle drei legten am 2. April ein Geständnis ab. Kurz darauf gründeten die FLJ-Sympathisanten Lucien Meyrat und Jean-Louis Mettler, beide aus Moudon im Kanton Waadt, den «Hilfsverein für militante Opfer des Kampfes für das jurassische Vaterland» (Société de secours aux militants victimes de la lutte pour la patrie jurassienne), um die Anwaltshonorare der drei FLJ-Mitglieder zu finanzieren. Die Anwälte stammten aus den Reihen der Association suisse des amis du Jura libre. Der Prozess fand vom 14. bis 18. März 1966 vor dem Bundesstrafgericht in Lausanne statt. Boillat als Anführer wurde zu acht Jahren Zuchthaus und zehn Jahren Entzug der bürgerlichen Rechte verurteilt, Joset zu sieben Jahren Zuchthaus; Dériaz erhielt eine bedingte Haftstrafe von einem Jahr.
Jean-Marie Joset verbüsste seine Haftstrafe in der Strafanstalt Bochuz bei Orbe, erwarb währenddessen eine Handelsmatura und wurde am 22. November 1968 vorzeitig entlassen. Marcel Boillat brach am 18. Februar 1967 mit der Hilfe der Sympathisanten Lucien Meyrat und Louis Perroud aus der Strafanstalt Crêtelongue bei Granges aus und floh nach Spanien. Nachdem er in Madrid von der Polizei verhaftet worden war, stellte die Schweiz ein Auslieferungsgesuch. Die Regierung von Francisco Franco wies dieses zurück und gewährte Boillat am 18. September Asyl, weil er aus politischen Beweggründen gehandelt habe. Erst 20 Jahre später, nach Ablauf der Verjährungsfrist, kehrte Boillat zu einem Besuch in den Jura zurück, um als Ehrengast am Fest des jurassischen Volkes aufzutreten.

## Zweite FLJ
Als Boillat und Joset noch in Untersuchungshaft waren, begann eine Gruppe von Nachahmungstätern aktiv zu werden. Es handelte sich um Jean-Baptiste Hennin und Imier Cattin, die keine Beziehungen zur ersten Gruppe hatten. Zunächst begnügten sie sich damit, an verschiedenen Orten das FLJ-Kürzel hinzumalen. Nach fast einem Jahr verübten sie am 20. November 1965 ihren ersten Brandanschlag auf das Hôtel du Cerf in Saignelégier. Am 4. März 1966 warfen sie einen Molotowcocktail auf das Gebäude der Steuerverwaltung in Delémont, und am 24. April brachen sie in das Zeughaus von Glovelier ein, um zwei brennende Reifen aus einem Fenster zu werfen. Ein weiterer Brandanschlag zerstörte am 29. Mai das Hôtel-Restaurant de l’Ours auf dem Mont Crosin bei Cormoret, das einem Antiseparatisten gehörte. Am 6. Juni 1966 scheiterte ein Brandanschlag auf das Restaurant L’Aplaventriste in Le Bémont, das ebenfalls einem Berntreuen gehörte. Noch am selben Abend konnten die Täter verhaftet werden; auch hier hatte Albert Steullet die Untersuchungen geleitet.
Cattin wurde am 16. Januar 1969 zu viereinhalb Jahren Zuchthaus verurteilt, die er im Schloss Thorberg absass. Hennin hingegen konnte an diesem Tag nur in Abwesenheit zu sechseinhalb Jahren Zuchthaus verurteilt werden. Er war zur Abklärung in die Psychiatrische Klinik in Marsens gebracht worden, von wo aus er mit Unterstützung Meyrats nach Frankreich fliehen konnte. Die französische Justiz lehnte am 3. Juli 1967 ein Auslieferungsgesuch ab, und die Regierung von Georges Pompidou erklärte Hennin zum politischen Flüchtling. Lucien Meyrat und Louis Perroud erhielten im Dezember 1967 bedingte Haftstrafen wegen Beihilfe.

## Die «Unschuldigen von Courfaivre»
Am 17. Februar 1964 verhaftete die Polizei drei Männer aus Courfaivre: André Tendon, Bernard Schaffner und André Bandelier. Drei Tage später folgte die Verhaftung von Tendons Ehefrau Gilberte. Alle vier waren als Separatisten bekannt, und man warf ihnen vor, in FLJ-Taten verwickelt zu sein. Mehrere Wochen lang hielt man sie in Untersuchungshaft fest, ohne ihnen etwas nachweisen zu können. Für Empörung sorgte insbesondere die Verschwiegenheit der Behörden, die sich standhaft weigerten, irgendwelche Details zu den Haftgründen zu nennen. Die ungewöhnlich harten Haftbedingungen in der Strafanstalt Witzwil führten zu spontanen Sympathiekundgebungen der Bevölkerung von Courfaivre und zu offiziellen Protesten des Rassemblement jurassien. Der Gerichtspräsident und der Regierungsstatthalter des Amtsbezirks Delémont beteuerten, dass alles gesetzeskonform ablaufe. Später stellte sich jedoch heraus, dass die Untersuchungsbehörden sich verrannt hatten und ihre Argumentation massgeblich auf der Falschaussage eines mehrfach vorbestraften Zeugen beruhte. Nach 50 Tagen Haft wurden die «Unschuldigen von Courfaivre» Anfang April entlassen, von ihrer Wohngemeinde mit Böllerschüssen empfangen und vom Rassemblement jurassien als «Helden des Jura» gefeiert.
Die juristische Aufarbeitung beschäftigte die Gerichte noch mehrere Jahre. Zwar stellten die Justizbehörden am 27. Mai 1966 das Verfahren gegen André Tendon, Bernard Schaffner und André Bandelier ein, doch das Bundesgericht verurteilte Gilberte Tendon am 12. Dezember 1969 zu 45 Tagen Gefängnis, weil sie während der Untersuchungshaft Falschaussagen gemacht hatte. Der Gemeinderat von Courfaivre und das Rassemblement jurassien kritisierten das Urteil heftig. Tendon wurde nach 34 Tagen vorzeitig entlassen und 1986 von der jurassischen Kantonsregierung rehabilitiert.

## Liste der Anschläge

### Erste FLJ (1962–1964)
- 2. September 1962: Beschädigungen und FLJ-Graffiti auf drei Berner Wappen und drei grossen Strassenverkehrsschildern in Aesch, Brislach, Lucelle und in der Umgebung von Delémont
- 3. September 1962: weitere Beschädigungen und FLJ-Graffiti auf zwei Baustellenschildern in Moutier und auf dem Denkmal Le Fritz in Asuel
- 21. Oktober 1962: Brandanschlag auf die Militärbaracke Nr. 63 im Bereich von Les Auges bei Les Pommerats
- Anfang 1963: Sabotage des Hinweisschilds zum Bärengraben in Frinvillier
- 28. Februar 1963: neue Vandalenakte (Beschädigungen und FLJ-Graffitis) in Courrendlin
- 26. März 1963: Brandanschlag auf eine Militärbaracke in Bourrignon
- 26. April 1963: Brandanschlag auf den Bauernhof Les Joux Derrière in Les Genevez
- 11. Juli 1963: Diebstahl eines Zünders und einer Zündschnur aus dem Bauunternehmen Laurent Membrez in Delémont
- 12. Juli 1963: Diebstahl der Berner Fahne aus dem Bahnhof von Courtételle
- 18. Juli 1963: Brandanschlag auf den Bauernhof Sous-la-Côte in Montfaucon
- 5. Oktober 1963: Sprengstoffanschlag auf das Ferienhaus des Ständerats Charles Jeannerets auf dem Mont Soleil bei Saint-Imier
- 23. Dezember 1963: Sprengstoffanschlag auf das Sägewerk von Marc Houmard in Malleray
- 27. Februar 1964: Sprengstoffanschlag auf die Gleise der SBB-Bahnstrecke Biel–Bern in Studen
- 12. März 1964: Sprengstoffanschlag auf die Filiale der Berner Kantonalbank in Delémont

### Zweite FLJ (1965–1966)
- 20. November 1965: Brandanschlag auf das Hôtel du Cerf in Saignelégier
- 4. März 1966: Molotowcocktail-Attentat auf das Gebäude der Steuerverwaltung in Delémont
- 24. April 1966: zwei mit Treibstoff gefüllte Reifen werden aus einem Fenster im Zeughaus von Glovelier geworfen
- 29. Mai 1966: Brandanschlag auf das Hôtel-Restaurant de l’Ours auf dem Mont Crosin bei Cormoret
- 6. Juni 1966: versuchter Brandanschlag auf das Restaurant L’Aplaventriste in Le Bémont

## Liste der Beteiligten
| Gruppen                           | Name                             | Mitgliedschaft | Verhaftung       | Verurteilung                                                                    | Ausführung des Urteils                                      |
| --------------------------------- | -------------------------------- | -------------- | ---------------- | ------------------------------------------------------------------------------- | ----------------------------------------------------------- |
| Erste FLJ                         | Marcel Boillat (1929–2020)       | 1962–1964      | 25. März 1964    | 8 Jahre Zuchthaus und 10 Jahre Entzug der bürgerlichen Rechte (18. August 1966) | Geflohen am 18. Februar 1967 politisches Asyl in Spanien    |
| Erste FLJ                         | Jean-Marie Joset (1932–2009)     | 1962–1964      | 25. März 1964    | 7 Jahre Zuchthaus (18. August 1966)                                             | Entlassen am 22. November 1968                              |
| Erste FLJ                         | Pierre Dériaz                    | 1962–1964      | 31. März 1964    | 1 Jahr Gefängnis auf Bewährung                                                  |                                                             |
| Zweite FLJ                        | Jean-Baptiste Hennin (1924–1981) | 1965–1966      | Juni 1966        | 6 Jahre und 6 Monate Zuchthaus (16. Januar 1969)                                | Geflohen am 16. Oktober 1966 politisches Asyl in Frankreich |
| Zweite FLJ                        | Imier Cattin (1937–?)            | 1965–1966      | Juni 1966        | 4 Jahre und 6 Monate Zuchthaus (16. Januar 1969)                                | ?                                                           |
| Komplizen                         | Lucien Meyrat (1923–1980)        | nie            | 5. Dezember 1967 | 1 Jahr bedingt (12. Juni 1969)                                                  | –                                                           |
| Komplizen                         | Louis Perroud (1924–2009)        | nie            | 5. Dezember 1967 | 4 Monate bedingt (12. Juni 1969)                                                | –                                                           |
| «Die Unschuldigen von Courfaivre» | André Tendon                     | nie            | 18. Februar 1964 | –                                                                               | Verfahren eingestellt (27. Mai 1966)                        |
| «Die Unschuldigen von Courfaivre» | Gilberte Tendon                  | nie            | 18. Februar 1964 | 45 Tage Gefängnis (12. Dezember 1969)                                           | 34 Tage Haft verbüsst                                       |
| «Die Unschuldigen von Courfaivre» | André Bandelier                  | nie            | 18. Februar 1964 | –                                                                               | Verfahren eingestellt (27. Mai 1966)                        |
| «Die Unschuldigen von Courfaivre» | Bernard Schaffner                | nie            | 20. Februar 1964 | –                                                                               | Verfahren eingestellt (27. Mai 1966)                        |

## Rezeption
Gemäss dem Autor Christian Moser, der sich eingehend mit dem Thema befasst hat, behandelt der Geschichtsunterricht in der Schweiz sowohl den Jurakonflikt als auch insbesondere die FLJ stiefmütterlich. Anschläge der FLJ würden beispielsweise «der Einfachheit halber den Béliers», der Jugendbewegung des Rassemblement jurassien, zugerechnet, obschon nachweislich keinerlei Beziehungen bestanden hätten.
1988 drehte der Regisseur Christian Iseli den Dokumentarfilm Le terroriste suisse über Marcel Boillat. Dieser wiederum schrieb 1988 ein autobiografisch geprägtes Buch über seine Aktivitäten in der FLJ, das den Namen Signé FLJ: Sans morts, l’émergence d’un État trägt. Darin schildert er die Anschläge aus seiner Sicht und versucht sie zu rechtfertigen.